# Banzare Coast
Banzare Coast är en del av Wilkes Land på Antarktis. Den är namngiven efter BANZARE-expeditionen.